# 2017 par pays en Amérique

## Continent américain
- Mars : tempête de neige dans l'est de l'Amérique du Nord.
- 6 - 12 septembre : l'ouragan Irma frappe le nord des Petites Antilles, puis les Grandes Antilles et la Floride.
- 19 - 20 septembre : l'ouragan Maria frappe la Dominique et la Guadeloupe, puis Porto Rico.
- 4 octobre : la tempête tropicale Nate frappe l'Amérique centrale.

## Petites Antilles
- 19 mars : élections territoriales à Saint-Barthélemy et à Saint-Martin.
- 28 avril : élections législatives à Curaçao.
- 10 septembre : Radio France lance une radio d'urgence pour les populations de Saint-Martin et de Saint-Barthélemy, confrontées aux ouragans Irma et José[1].
- 22 septembre : élections législatives à Aruba.

## Argentine
- 22 octobre : élections législatives.
- Novembre : disparition de l'ARA San Juan (S-42)

## Bahamas
- 10 mai : élections législatives. Hubert Minnis devient premier ministre, succédant à Perry Christie.

## Bermudes
- 18 juillet : élections législatives.

## Brésil
- 12 juillet : l'ancien président Luiz Inácio Lula da Silva est condamné en première instance à neuf ans et demi de prison pour corruption dans le cadre du scandale Petrobras.

## Chili
- janvier : importants feux de forêts.
- 19 novembre : élections législatives et élection présidentielle (premier tour).
- 17 décembre : Sebastián Piñera est élu au second tour de l'élection présidentielle.

## Équateur
- 19 février : élections législatives et présidentielle et référendum.
- 2 avril : second tour de l'élection présidentielle, Lenín Moreno est élu.
- 24 mai : Lenín Moreno devient président de la République, succédant à Rafael Correa.

## Haïti
- 29 janvier : élections sénatoriales (2e tour).
- 7 février : Jovenel Moïse devient le 58e président.

## Honduras
- 26 novembre : élections générales.

## Mexique
- 7 septembre : un séisme de magnitude 8,2 touche les États du Chiapas, d'Oaxaca et de Tabasco.
- 19 septembre : séisme de magnitude 7,1 dans l'état de Puebla.
- 25 novembre : les îles Revillagigedo deviennent parc national.

## Porto Rico
- 11 juin : référendum sur le statut de Porto Rico, l'accès au statut d'État américain obtient la majorité.

## Saint-Pierre-et-Miquelon
- 19 mars : élections territoriales.